# Resolució 522 del Consell de Seguretat de les Nacions Unides
La Resolució 522 del Consell de Seguretat de les Nacions Unides, fou aprovada per unanimitat el 4 d'octubre de 1982, després de recordar la Resolució 479 (1980) i la Resolució 514 (1982), el Consell va demanar un alto el foc immediat entre Iran i Iraq, demanant la retirada d'ambdues parts a les seves fronteres internacionalment reconegudes.
El Consell va reconèixer que l'Iraq havia acordat aplicar la Resolució 514 i va instar a l'Iran a fer el mateix, el que pressionava el seu avantatge. La resolució també va debilitar el dret a la legítima defensa de l'Iran.
La resolució va afirmar la necessitat d'aplicar observadors de les Nacions Unides a la regió per fer un seguiment de l'alto el foc i la retirada, i va demanar a tots els altres Estats membres que s'abstinguessin d'accions que perllonguessin el conflicte. Finalment, la Resolució 522 va demanar al secretari general Javier Pérez de Cuéllar que informés al Consell sobre els intents d'implementar la resolució en un termini de setanta-dues hores.